# Diego Luna (wenezuelski piłkarz)
Diego Alfonzo Luna Flores (ur. 2 stycznia 2000 w Ciudad Bolívar) – wenezuelski piłkarz występujący na pozycji środkowego obrońcy, od 2024 roku zawodnik rosyjskiej Bałtiki Kaliningrad.